# Maciej Dmytruszyński
Maciej Dmytruszyński (ur. 31 lipca 1980 w Poznaniu) – polski piłkarz ręczny grający na pozycji rozgrywającego, reprezentant Polski. Medalista mistrzostw Polski, najlepszy strzelec polskiej ligi w sezonie 2001/2002.

## Kariera sportowa
Był wychowankiem zespołu Metalplast Oborniki, w którym grał od 1993 do likwidacji sekcji na 7 kolejek przed końcem sezonu 2001/2002 Sezon 2001/2002 dokończył w Śląsku Wrocław i grał w nim do 2005, następnie był zawodnikiem klubów niemieckich: SC Magdeburg (2005/2006), Frisch Auf Göppingen (2006/2007), TSV Dormagen (od 2010 pod nazwą DHC Rheinland) (2007-2011 Eintracht Hagen (2011-2013) i SG Schalksmühle Halver. W tym ostatnim klubie występował do 2017, po czym zakończył karierę zawodniczą i został trenerem, najpierw drużyny młodzieżowej, w sezonie 2019/2020 jednym z trenerów II drużyny, od lipca 2022 I drużyny. W 2024 objął stanowisko trenera drużyn młodzieżowych w VfL Gummersbach.
Ze Śląskiem zdobył trzy brązowe medale mistrzostw Polski (2002, 2003, 2004). W sezonie 2001/2002 był najlepszym strzelcem ligi, z dorobkiem 215 bramek.
W reprezentacji Polski seniorów wystąpił w latach 2001-2006 49 razy, zdobywając 154 bramki, zagrał m.in. mistrzostwach Europy w 2012 (15. miejsce) i mistrzostwach świata grupy A w 2003 (10. miejsce). Reprezentował także Polskę na młodzieżowych mistrzostwach świata w 2001 (10. miejsce) i młodzieżowych mistrzostwach Europy w 2000 (7. miejsce).